# Hollandse sterrencollectie (The Cats)
De editie van de Hollandse sterrencollectie van The Cats is een muziekalbum uit 2008. De albums Het beste van The Cats uit 2010 en Essential uit 2011 kennen dezelfde samenstelling en nagenoeg dezelfde hoes.
Op Remember the good times na, zijn alle nummers ooit verschenen op single. Op de albums staan drie nummer 1-hits (Lea, Marian en Be my day) en verder nog One way wind, de meest verkochte en gecoverde single van The Cats.
In 2008 kwamen The Cats ook met een groter verzamelalbum dan deze drie versies, namelijk de vijfdubbel-cd The Cats 100 waarop honderd hits en andere klassiekers van The Cats zijn ondergebracht.

## Nummers
| Nummer | Naam                                                 | Geschreven door                           | Duur | Opmerkingen |
| ------ | ---------------------------------------------------- | ----------------------------------------- | ---- | ----------- |
| 1.     | What a crazy life                                    | Roger Greenaway en Roger Cook             | 2:36 |             |
| 2.     | Sure he's a cat                                      | Roger Greenaway en Roger Cook             | 2:32 |             |
| 3.     | Remember the good times                              | Cees Veerman                              | 2:45 |             |
| 4.     | Times were when                                      | Neil Grimshaw                             | 3:07 |             |
| 5.     | Lea                                                  | Arnold Mühren                             | 3:45 |             |
| 6.     | Marian                                               | Arnold Mühren                             | 4:00 |             |
| 7.     | Magical mystery morning                              | Arnold Mühren                             | 2:38 |             |
| 8.     | One way wind                                         | Arnold Mühren                             | 3:38 |             |
| 9.     | Let's dance                                          | Piet Veerman                              | 3:27 |             |
| 10.    | Vaya con Dios                                        | Larry Russell, Inez James en Buddy Pepper | 3:25 |             |
| 11.    | Rock 'n' roll (I gave you the best years of my life) | Kevin Johnson                             | 4:58 |             |
| 12.    | Be my day                                            | Larry Murray                              | 3:00 |             |
| 13.    | La diligence                                         | Jos Cleber, Arnold Mühren en Piet Veerman | 3:29 |             |
| 14.    | Somewhere over the rainbow                           | Harold Arlen en Yip Harburg               | 3:38 |             |
| 15.    | Where have I been wrong                              | Piet Veerman                              | 4:11 |             |
| 16.    | Save the last dance for me                           | Doc Pomus en Mort Shuman                  | 3:07 |             |
| 17.    | The end of the show                                  | Cees Veerman                              | 4:31 |             |